# The Unwritten Law
The Unwritten Law er en amerikansk stumfilm fra 1907.